# Sanktuarium Matki Bożej Płaczącej w Syrakuzach
Sanktuarium Matki Bożej Płaczącej w Syrakuzach (wł. Santuario della Madonna delle Lacrime) – bazylika i sanktuarium maryjne, wybudowane w 1994 r.

## Historia
Budowa sanktuarium została podjęta, aby zachować i czcić wizerunek Matki Boskiej (płaskorzeźba), który w 1953 r. wiele razy płakał łzami, uznanymi za prawdziwe i cudowne, co dało początek kultowi Płaczącej Madonny w Syrakuzach.
Projekt sanktuarium został wyłoniony w międzynarodowym konkursie, w którym wzięło udział sto firm architektonicznych i w którym zwyciężyli architekci Michel Andrault i Pierre Parat w 1957 r. Głównym inżynierem był Riccardo Morandi. Jego realizacja rozpoczęła się w 1966 roku i zakończyła 28 lat później. Opóźnienie to częściowo tłumaczy fakt, że wykopy pod fundamenty odsłoniły starożytną dzielnicę mieszkalną z VI wieku p.n.e., która musiała zostać zbadana przez archeologów.

## Opis budynku
Budynek składa się z dwóch poziomów (sanktuarium i krypty) zwieńczonych stożkowym, żebrowanym, żelbetowym dachem o łącznej wysokości 103 metrów. Wysokość wewnętrzna wynosi 94,30 metra, a czubek stożka wieńczy brązowa statua Maryi.
Wnętrze świątyni ma średnicę 71,40 metra (bez przylegających do niej kaplic) i może pomieścić 11 000 osób stojących i około 6 000 siedzących. Ołtarz został wykonany z białego marmuru i kamienia Modica; zwieńczony jest cudownym wizerunkiem Madonny i XVIII-wiecznym krzyżem.
Sanktuarium zostało zainaugurowane 6 listopada 1994 r. przez papieża Jana Pawła II.
Krypta została konsekrowana w 1968 r. Jej zewnętrzna średnica wynosi 80 metrów i może pomieścić 3000 osób siedzących. Ołtarz jest z różowego granitu. W krypcie przechowywany jest flakon zawierający łzy, które były analizowane przez zespół naukowców w celu potwierdzenia cudu. Krypta jest otoczona 16 kaplicami; znajduje się tu też sala, w której gromadzone są wota wiernych.
W krypcie znajdują się również pozostałości hypogeum z późnej starożytności.

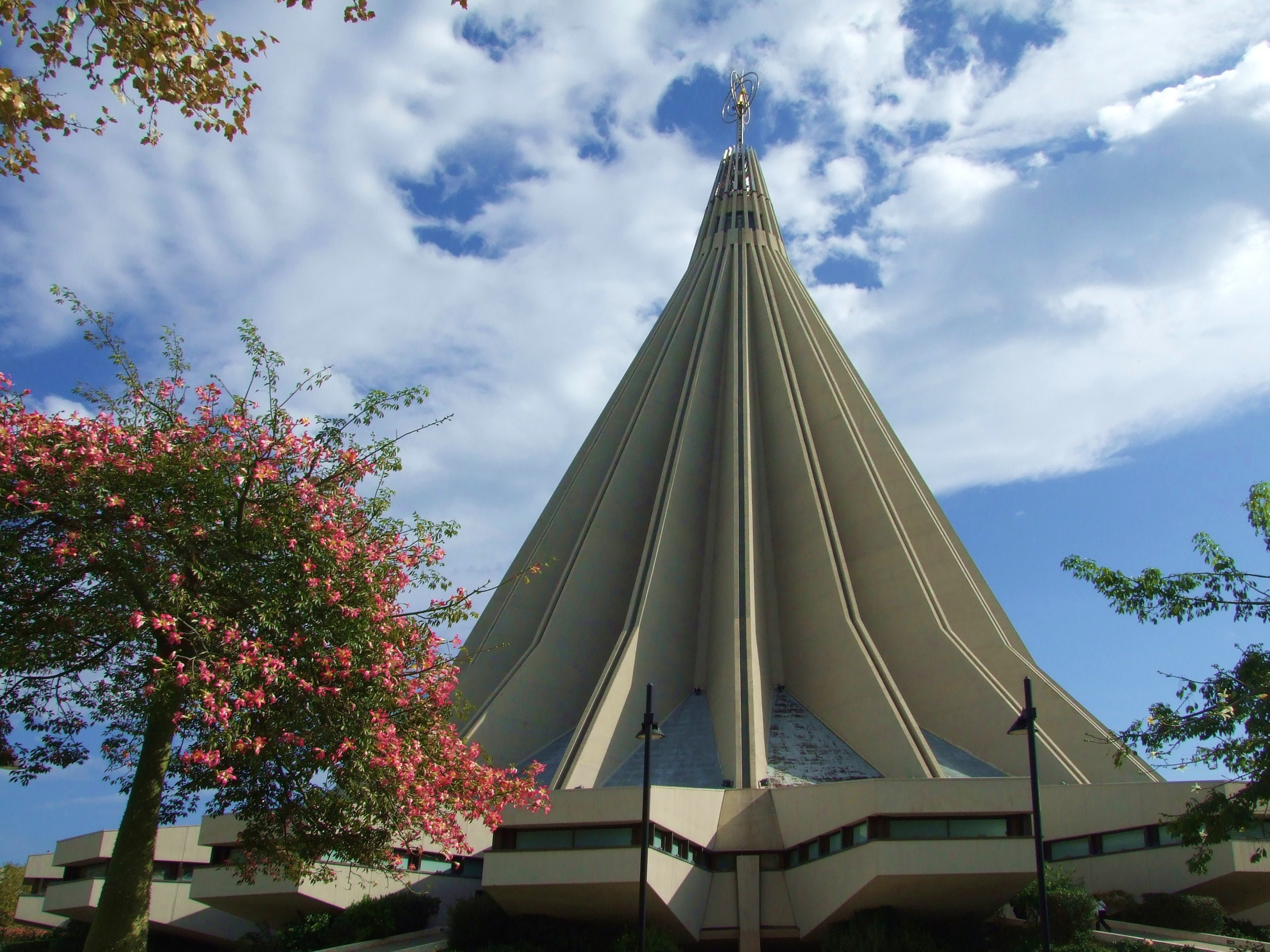
Dach sanktuarium
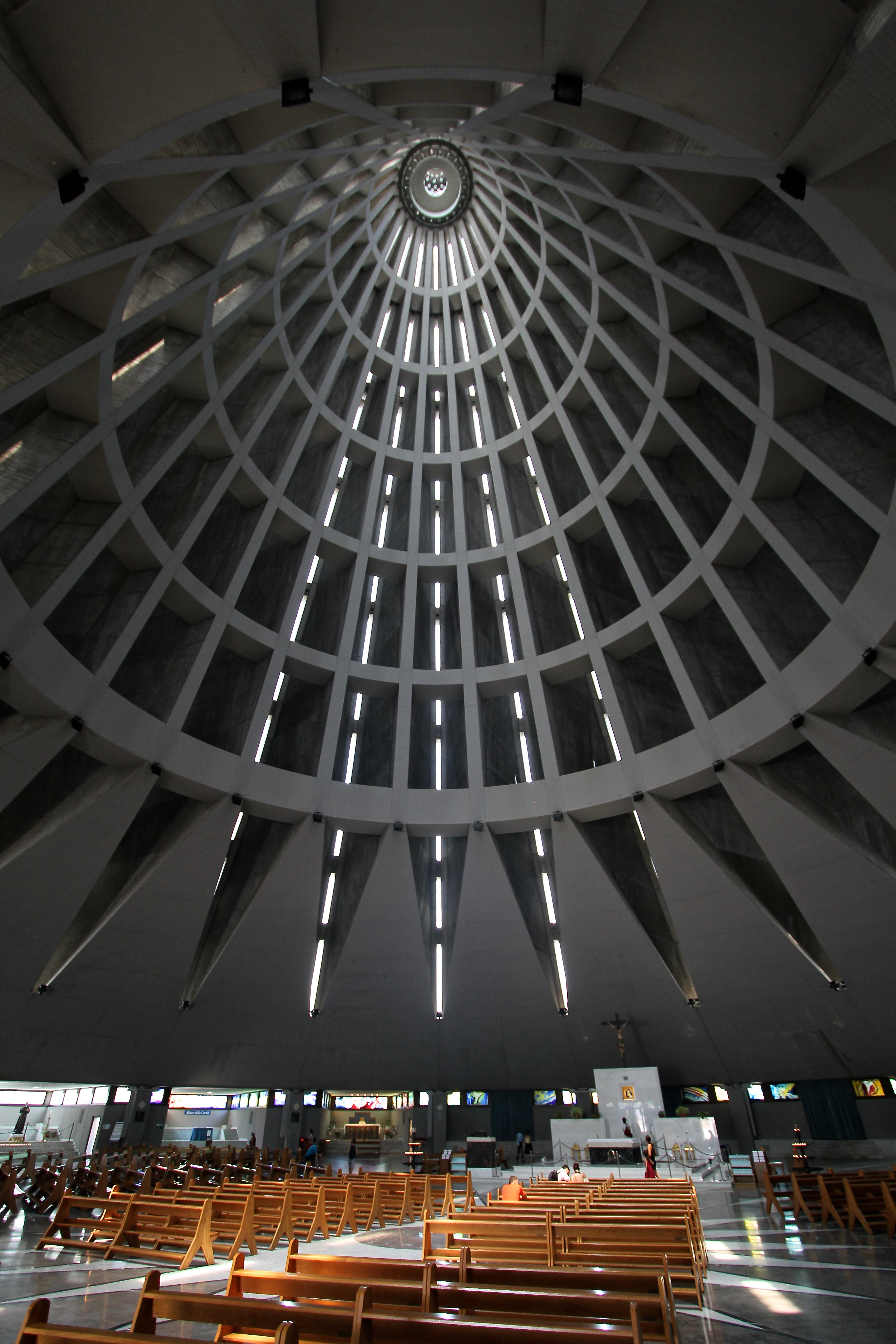
Sanktuarium
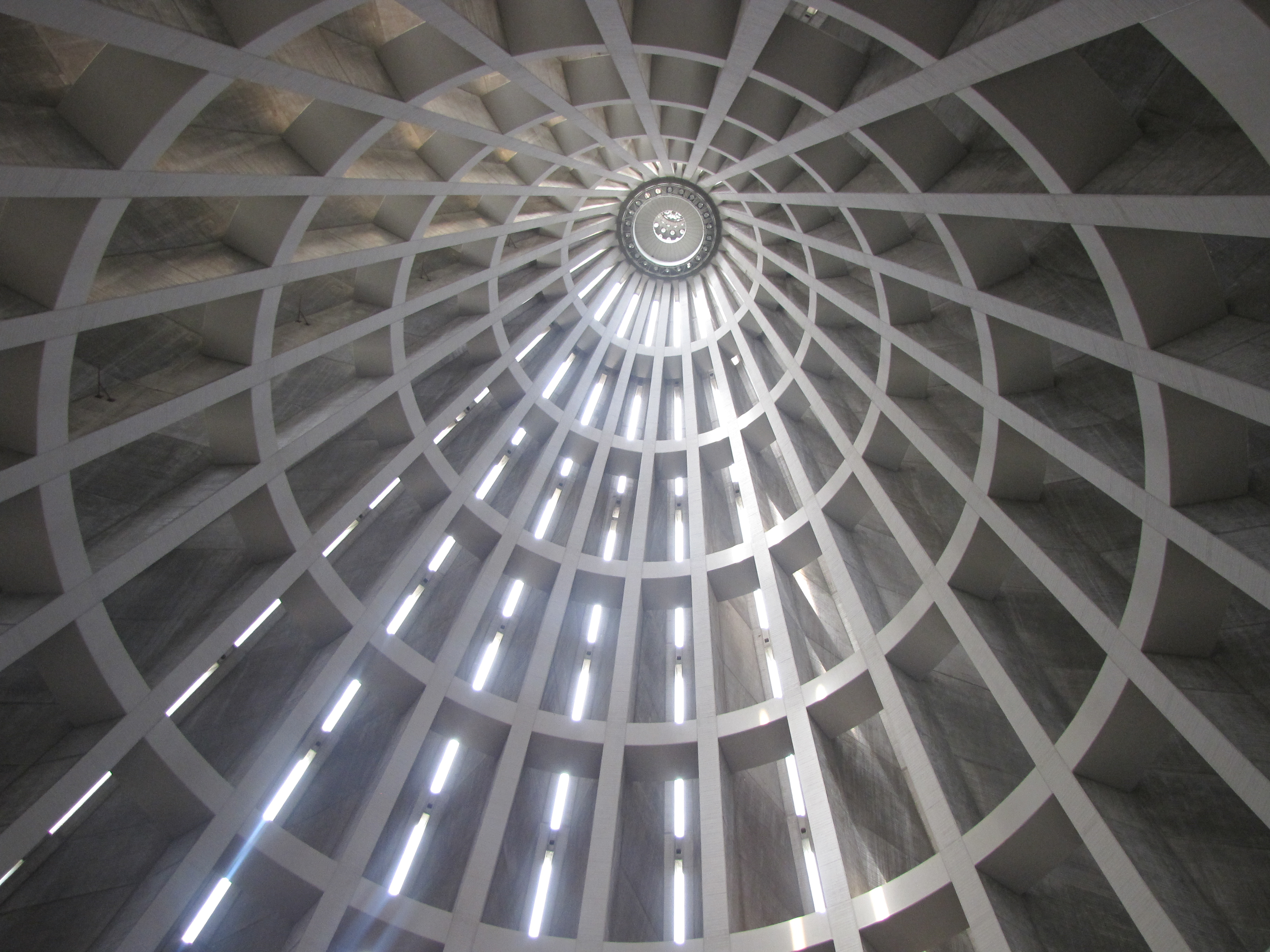
Sklepienie wewnątrz świątyni